# Jelena Wladimirowna Slessarenko
Jelena Wladimirowna Slessarenko (russisch Елена Владимировна Слесаренко, engl. Transkription Yelena Slesarenko, geb. Siwuschenko; * 28. Februar 1982 in Wolgograd) ist eine russische Hochspringerin und Olympiasiegerin.

## Karriere
2003 gewann sie Bronze bei der Universiade und 2004 gelang ihr der Durchbruch in die Weltspitze. Bei den Hallenweltmeisterschaften in Budapest holte sie den Titel mit einer Höhe von 2,04 m. Während der Golden-League-Meetings vor den Olympischen Spielen in Athen entwickelte sie sich zur Hauptkonkurrentin von Hestrie Cloete (Südafrika), die 2003 Weltmeisterin geworden war. Beim Meeting in Rom noch von Cloete geschlagen, konnte sie dann in Athen die Favoritin Cloete endgültig in dieser Saison überholen und wurde mit olympischem Rekord und persönlicher Bestleistung von 2,06 m Olympiasiegerin. Erst bei der Weltrekordhöhe von 2,10 m, die sie sich auflegen ließ, war Schluss.
Im folgenden Jahr musste sie wegen Verletzungen aussetzen. Bei den Hallenweltmeisterschaften in Moskau verteidigte sie mit 2,02 m ihren Titel, kam aber bei den Europameisterschaften 2006 in einem hochklassigen Finale mit 1,99 m nur auf den fünften Platz.
Bei den Weltmeisterschaften 2007 in Osaka wurde sie Vierte, und bei den Hallenweltmeisterschaften 2008 in Valencia gewann sie Silber.
2011 erreichte sie bei den Weltmeisterschaften Platz vier.
Jelena Slessarenko hat bei einer Größe von 1,78 m ein Wettkampfgewicht von 58 kg.

## Doping
Bei den Olympischen Spielen 2008 in Peking erreichte sie den vierten Platz. Durch die nachträgliche Disqualifikation der Bronzemedaillengewinnerin Anna Tschitscherowa wurde ihr im Oktober 2016 die Bronzemedaille zuerkannt. Bei weiteren Nachtests zu den Spielen in Peking im November 2016 wurde auch sie des Dopings mit Turinabol überführt und disqualifiziert.